# Крила холопа
«Крила холопа» — радянський художній фільм 1926 року. Картина поставлена режисером Юрієм Таричем за однойменною повістю Костянтина Шильдкрета, сценарій доопрацьовував Віктор Шкловський. Прем'єра фільму відбулася 16 листопада 1926 року. Міжнародна англійська назва: «The Wings of a Serf». «Крила холопа» демонструвався за кордоном, у тому числі в США, Німеччині та Франції.

## Сюжет
XVI століття. Царювання Івана Грозного. У селі боярина Лупатова живе кріпак Никишка, талановитий винахідник, який мріє про польоти. З цією метою він майструє саморобні крила, на яких людина зможе злетіти в небо. Він показує свій винахід кріпачці Фімі, в яку закоханий. У цей час в сусідньому маєтку у боярина Курлятєва ламається механічний годинник, і він під час одного з набігів захоплює механіка-самородка і його кохану і насильно вивозить до себе. Дізнавшись про диявольський на його думку винахід Никишки, боярин катує холопа, а Фіму спокушає, заманивши в боярські покої. Лупатов подає цареві чолобитну зі скаргою на самоуправство Курлятєва, і Іван Грозний, який затаїв давню образу на знатного боярина, відправляє до того опричників, які учиняють розгром в будинку боярина, а його кріпаків відвозять до царя в Олександрівську слободу. Цар займається торгівлею льоном і тримає на царевому дворі колесо для його обробки, яке раптово ламається. Ніхто не може його полагодити — виходить тільки у Никишки. Цариця Марія Темрюківна запитує у кріпака, чого той хоче за полагодження колеса, і Никишка відповідає, що бажає побудувати крила для польоту людини. Дізнавшись про задум холопа, цар вирішує порадувати іноземних гостей і наказує Никишці влаштувати показовий політ. На святий тиждень при скупченні народу у Никишки виходить полетіти, але Іван Грозний забороняє диявольський винахід, а самого холопа садить у в'язницю. Однак гарний кріпак сподобався Марії Темрюківні, і вона допомагає Никишці втекти. Про це дізнається Іван Грозний, приходить в спальню цариці і душить її. Никишка гине при спробі втечі.

## У ролях
- Леонід Леонідов — цар Іван Грозний
- Сафіят Аскарова — Марія Темрюківна, друга дружина Івана Грозного
- Микола Вітовтов — князь Друцькой
- Іван Клюквін — Никишка
- Володимир Корш — царевич Іван
- Микола Прозоровський — Федір Басманов
- Іван Качалов — Малюта Скуратов
- Софія Гаррель — Фіма, наречена Никишки, кріпачка
- Тетяна Баришева — дівчина
- Олександр Жуков. — Васька Грязнов
- Іван Арканов — князь Курлятєв
- Василь Макаров — Лупатов
- Костянтин Єфімов — митрополит
- Василь Бокарєв — епізод
- В. Вірська — княжна Курлятєва
- Аріадна Дзюбіна — Хаят, черкеска
- Мстислав Котельников — Івашка, брат Фіми
- В. Курганов — Афанасій Вяземський
- Клавдія Чєбишова — княгиня Курлятєва
- О. Британ — епізод
- В. Снежинська — епізод
- Василь Савицький — епізод
- Леонід Данилов — епізод
- Лев Іванов — стрілець
- Галина Малиновська — дружина Івашки
- Микола Трофімов — холоп
- Катерина Малолєтнова — епізод

## Знімальна група
- Режисери — Леонід Леонідов, Юрій Тарич
- Сценаристи — Юрій Тарич, Костянтин Шильдкрет, Віктор Шкловський
- Оператор — Михайло Владимирський
- Художник — Володимир Єгоров